# Rob Brydon
Rob Brydon (Swansea, 3 de mayo de 1965) es un actor británico, muy popular en el Reino Unido por sus trabajos en el cine, la radio y la televisión británicas.

## Filmografía
- My Lady Jane (2024, serie de televisión)[1]
- Barbie (2023)
- Days of the Bagnold Summer (2019)
- Holmes and Watson (2018)
- Early Man (2018)
- The Trip To Spain (2017)
- El cazador y la reina del hielo (2016)
- Cenicienta (2015)
- Viaje a Italia (2014)
- The Trip (2010)
- Tristram Shandy: A Cock and Bull Story (2005)
- Little Britain (2005)
- MirrorMask (2005)
- Shaun of the Dead (2004)
- Director's Commentary (2004)
- Cruise of the Gods (2002)
- I'm Alan Partridge (2002)
- Legend of the Lost Tribe (2002)
- 24 Hour Party People (2002)
- The Way We Live Now (2001)
- A Small Summer Party (2001)
- Human Remains (2000)
- Lock, Stock and Two Smoking Barrels (1998)
- Martha, Meet Frank, Daniel and Laurence (1998)
- Cold Lazarus (1996)
- Lord of Misrule (1996)
- First Knight (1995)
- Eleven Men Against Eleven (1995)
- Rave (1992-1994)